# Eleccions a la Junta General del Principat d'Astúries
Des de l'arribada de la democràcia s'han celebrat 6 eleccions a la Junta General del Principat d'Astúries fins ara (2006). En 5 d'elles resultà vencedor el Partit Socialista Obrer Espanyol i en l'altra el Partido Popular. La participació sol estar entre el 60 i el 65% del total d'electors, que en els últims anys s'ha estancat en un milió de persones. A part dels ja esmenats, uns altres cinc partits han tingut representació en la Junta General del Principat d'Astúries: Izquierda Unida, Unió Renovadora Asturiana, Centre Democràtic i Social, Partit Asturianista i Partit Comunista d'Astúries.

## 1983
Les primeres eleccions a la Junta General del Principat d'Astúries se celebraren 8 de maig de 1983. Resultà guanyador per majoria simple el PSOE. Com a conseqüència, Pedro de Silva Cienfuegos-Jovellanos fou investit president del Principat d'Astúries, suceint Agustín José Antuña Alonso, que ocupava el càrrec des de l'aprovació de l'Estatut d'Autonomía en 1982.

### Dades
- Electors: 873.690
- Vots: 568.271
- Participació: 65%
- Vots en blanc: 2.298
- Vots vàlids: 564.520
- Vots nuls: no disponible.

### Resultats
|        | PSOE    | CP      | PCA    | CDS    | PST   | MCA - LCR | ENA   |
| Vots   | 293.320 | 170.654 | 60.521 | 21.856 | 4.704 | 2.829     | 2.519 |
| Escons | 26      | 14      | 5      | -      | -     | -         | -     |

PSOE = Partit Socialista Obrer Espanyol; CP = Coalició Popular; PCA = Partit Comunista de Astúries

## 1987
Les segones eleccions asturianes se celebraren el 10 de juny de 1987. Resultà vencedor novament el PSOE, però amb 6 escons menys. Alianza Popular, nou nom de Coalición Popular també baixà en escons, 1. Aquests 7 escons, més un que també perderen els comunistes, ara sota el nom d'Izquierda Unida, anaren al nou partit, Centre Democràtic i Social. Pedro de Silva repetí mandat com a president.

### Dades
- Electors: 868.611
- Votants: 580.436
- Participació: 66,8%
- Vots en blanc: 7.066
- Vots vàlids: 572.321
- Vots nuls: 8.115

### Resultats
|        | PSOE    | AP      | CDS     | IU     | PA    | PTE-Unidad Comunista | PDP   | ENA   |
| Vots   | 222.326 | 144.379 | 106.155 | 69.175 | 7.348 | 4.875                | 3.600 | 2.809 |
| Escons | 20      | 13      | 8       | 4      | -     | -                    | -     | -     |

PSOE = Partit Socialista Obrer Espanyol; AP = Alianza Popular; CDS = Centro Democrático y social; IU = Izquierda Unida

## 1991
A les terceres eleccions asturianes, el 26 de maig de 1991, el nombre de votants baixà, cosa que suposà la participació més baixa de la seva història. També és notable l'augment del vot en blanc, passant d'un 0,4% a las de 1983 i un 1,2% el 1987 a un 4,74% ara.
Els dos principals partits augmentaren el nombre d'escons, guanyaren novament els socialistes, amb Juan Luis Rodríguez Vigil. Izquierda Unida també augmentà els representants en la Junta, que per primer cop en la seva història comptà amb la presència d'un diputat asturianista, Xuan Xosé Sánchez Vicente, del Partit Asturianista, com a representant de la Coalició Asturiana. El gran perdedor de les elecciones fou el CDS, que passà de tenir 8 representants a només 2.

### Dades
- Electors: 913.215
- Votants: 535.967
- Participació: 58,7%
- Vots en blanc: 25.414
- Vots vàlids: 531.947
- Vots nuls: 4.013

### Resultats
|        | PSOE    | PP      | IU     | CDS    | CA     |
| Vots   | 218.193 | 161.098 | 78.982 | 35.884 | 14.569 |
| Escons | 21      | 15      | 6      | 2      | 1      |

PSOE = Partit Socialista Obrer Espanyol; PP = Partit Popular; IU = Izquierda Unida; CDS = Centre Democràtico i social; CA = Coalición Asturiana

## 1995
Malgrat que Rodríguez Vigil hagué de dimitir en 1993 degut a l'escàndol del petromocho el PSOE esgotà la legislatura i les següents eleccions se celebraren quan estava previst, el 28 de maig de 1995. Sergio Marqués, del Partit Popular (Espanya), succeí Antonio Trevín, que havia governat el Principal després de la dimissió del seu company de partit. Per primer cop a Astúries no resultà vencedor el PSOE. El CDS, igual que a la resta d'Espanya, va veure com perdia la seva representació política en la Junta.

### Dades
- Electors: 979.618
- Votants: 623.242
- Participació: 63,6%
- Vots en blanc: 9.720
- Vots vàlids: 619.486
- Vots nuls: 3.756

### Resultats
|        | PP      | PSOE    | IU      | PAS    |
| Vots   | 272.396 | 219.506 | 177.545 | 20.659 |
| Escons | 21      | 17      | 6       | 1      |

PP = Partit Popular; PSOE = Partit Socialista Obrer Espanyol; IU = Izquierda Unida; PAS = Partíu Asturianista

## 1999
Sergio Marqués abandonà el PP en 1998 per a formar la Unió Renovadora Asturiana aquell mateix any. Al capdavant del nou partit esgotà la legislatura en minorra fins a les eleccions que se celebraron el 13 de juny de 1999. A causa d'això, el PP va veure com passava de 21 escons a tan sols 15, recuperant de nou el PSOE el govern, per primer cop amb majoria absoluta. La nova formació de l'expresident, la URAS, aconsiguí 3 escons, el mateix nombre que Izquierda Unida, que perdé uns altres 3.

### Dades
- Electors: 979.618
- Votants: 623.242
- Participació: 63,6%
- Vots en blanc: 9.720
- Vots vàlids: 619.486
- Vots nuls: 3.756

### Resultats
|        | PSOE    | PP      | IU     | URAS   |
| Vots   | 284.962 | 200.164 | 55.747 | 44.261 |
| Escons | 24      | 15      | 3      | 3      |

PSOE = Partit Socialista Obrer Espanyol; PP = Partit Popular; IU = Izquierda Unida; URAS = Unió Renovadora Asturiana

## 2003
A les eleccions celebrades el 25 de maig de 2003 resultà vencedor novament el PSOE, repetint al capdavant del Principat Vicente Álvarez Areces, encara que aquest cop hagué de formar govern en coalició amb IU-BA. URAS perdé tots els diputats i el PP recuperà gran part de la seva força, en passar dels 15 de les anteriors eleccions als 19 d'aquesta.

### Dades
- Electors: 976.104
- Votants: 623.149
- Participació: 63,9%
- Vots en blanc: 14.143
- Vots válids: 618.716
- Vots nuls: 4.433

### Resultats
|        | PSOE    | PP      | IU-BA  |
| Vots   | 250.467 | 242.396 | 68.360 |
| Escons | 22      | 19      | 4      |

PSOE = Partit Socialista Obrer Espanyol; PP = Partit Popular; IU = Izquierda Unida; BA = Bloque por Asturies